# Champlin (Ardennes)
Pour les articles homonymes, voir Champlin.
Champlin est une commune française, située dans le département des Ardennes en région Grand Est.

## Géographie
Champlin est située dans le nord du département des Ardennes, au nord-est de la France non loin de la Belgique.

### Communes limitrophes
| Antheny |          | Auvillers-les-Forges |
|         | Champlin | Girondelle           |
| Rumigny | Aouste   | Estrebay             |

### Hydrographie
La commune est dans la région hydrographique « la Seine du confluent de l'Oise (inclus) à l'embouchure » au sein du bassin Seine-Normandie. Elle est drainée par le ruisseau de la Vallee,.

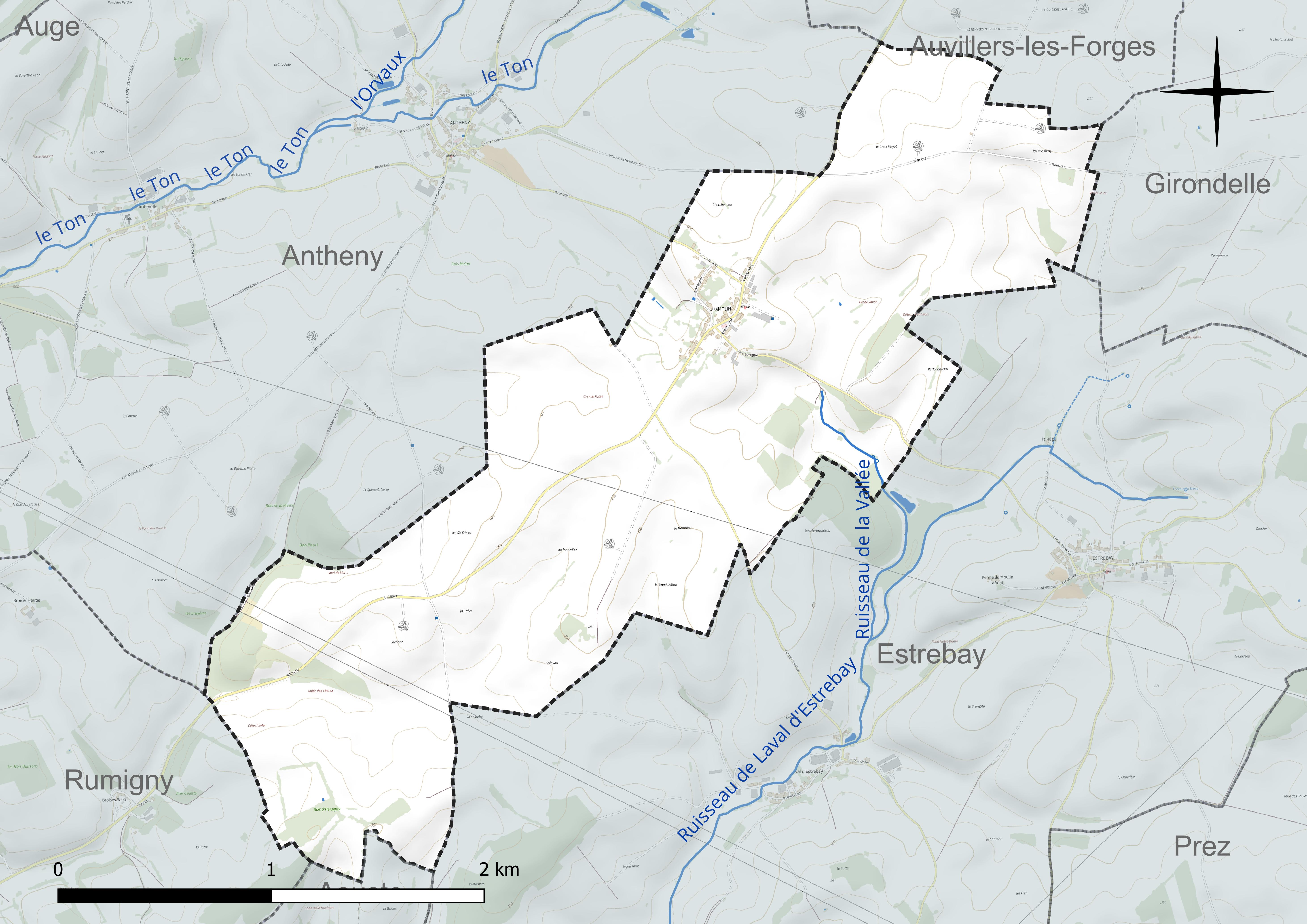
Réseau hydrographique de Champlin.

### Climat
Pour des articles plus généraux, voir Climat du Grand Est et Climat des Ardennes.
En 2010, le climat de la commune est de type climat de montagne, selon une étude du Centre national de la recherche scientifique s'appuyant sur une série de données couvrant la période 1971-2000. En 2020, Météo-France publie une typologie des climats de la France métropolitaine dans laquelle la commune est exposée à un climat océanique altéré et est dans la région climatique Nord-est du bassin Parisien, caractérisée par un ensoleillement médiocre, une pluviométrie moyenne régulièrement répartie au cours de l’année et un hiver froid (3 °C).
Pour la période 1971-2000, la température annuelle moyenne est de 9,3 °C, avec une amplitude thermique annuelle de 15,3 °C. Le cumul annuel moyen de précipitations est de 985 mm, avec 14,1 jours de précipitations en janvier et 10,1 jours en juillet. Pour la période 1991-2020, la température moyenne annuelle observée sur la station météorologique de Météo-France la plus proche, « Rocroi », sur la commune de Rocroi à 17 km à vol d'oiseau, est de 9,5 °C et le cumul annuel moyen de précipitations est de 1 210,4 mm. 
La température maximale relevée sur cette station est de 37,6 °C, atteinte le 25 juillet 2019 ; la température minimale est de −14,7 °C, atteinte le 4 février 2012,,.
Les paramètres climatiques de la commune ont été estimés pour le milieu du siècle (2041-2070) selon différents scénarios d'émission de gaz à effet de serre à partir des nouvelles projections climatiques de référence DRIAS-2020. Ils sont consultables sur un site dédié publié par Météo-France en novembre 2022.

## Urbanisme

### Typologie
Au 1er janvier 2024, Champlin est catégorisée commune rurale à habitat dispersé, selon la nouvelle grille communale de densité à 7 niveaux définie par l'Insee en 2022.
Elle est située hors unité urbaine et hors attraction des villes,.

### Occupation des sols
L'occupation des sols de la commune, telle qu'elle ressort de la base de données européenne d’occupation biophysique des sols Corine Land Cover (CLC), est marquée par l'importance des territoires agricoles (95,4 % en 2018), une proportion identique à celle de 1990 (95,4 %). La répartition détaillée en 2018 est la suivante : 
terres arables (68,3 %), prairies (27,1 %), forêts (4,6 %). L'évolution de l’occupation des sols de la commune et de ses infrastructures peut être observée sur les différentes représentations cartographiques du territoire : la carte de Cassini (XVIIIe siècle), la carte d'état-major (1820-1866) et les cartes ou photos aériennes de l'IGN pour la période actuelle (1950 à aujourd'hui).

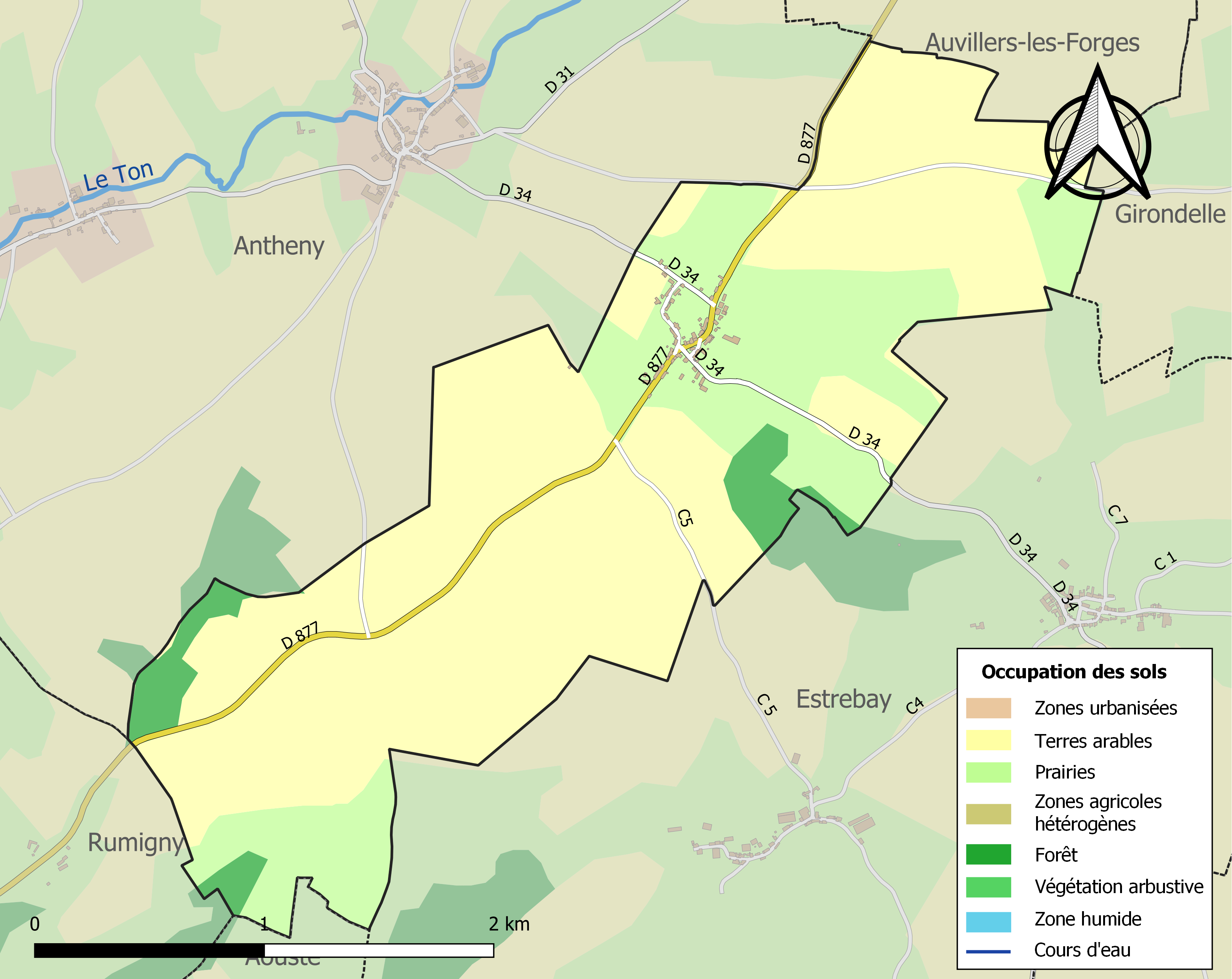
Carte des infrastructures et de l'occupation des sols de la commune en 2018 (CLC).

## Toponymie
De l'oïl champ et lin « champ de lin ».

## Politique et administration
| Période                                  | Période  | Identité             | Étiquette   | Qualité                                    |
| ---------------------------------------- | -------- | -------------------- | ----------- | ------------------------------------------ |
| Les données manquantes sont à compléter. |          |                      |             |                                            |
| 1983                                     | 2001     | Jean-Philippe Nadaud | GE puis PRG | Cadre supérieur                            |
| mars 2001                                | mai 2020 | André Lacaille       | SE          | Agriculteur Réélu pour le mandat 2014-2020 |
| mai 2020                                 | En cours | Pascal Saingery      |             | Agriculteur                                |

Champlin a adhéré à la charte du parc naturel régional des Ardennes, à sa création en décembre 2011.

## Démographie
L'évolution du nombre d'habitants est connue à travers les recensements de la population effectués dans la commune depuis 1793. Pour les communes de moins de 10 000 habitants, une enquête de recensement portant sur toute la population est réalisée tous les cinq ans, les populations de référence des années intermédiaires étant quant à elles estimées par interpolation ou extrapolation. Pour la commune, le premier recensement exhaustif entrant dans le cadre du nouveau dispositif a été réalisé en 2005.

En 2022, la commune comptait 74 habitants, en évolution de +2,78 % par rapport à 2016 (Ardennes : −2,97 %, France hors Mayotte : +2,11 %).
| 1793 | 1800 | 1806 | 1821 | 1831 | 1836 | 1841 | 1846 | 1851 |
| ---- | ---- | ---- | ---- | ---- | ---- | ---- | ---- | ---- |
| 118  | 120  | 113  | 125  | 155  | 143  | 167  | 161  | 161  |

| 1866 | 1872 | 1876 | 1881 | 1886 | 1891 | 1896 | 1901 | 1906 |
| ---- | ---- | ---- | ---- | ---- | ---- | ---- | ---- | ---- |
| 161  | 151  | 134  | 134  | 147  | 141  | 128  | 127  | 125  |

| 1911 | 1921 | 1926 | 1931 | 1936 | 1946 | 1954 | 1962 | 1968 |
| ---- | ---- | ---- | ---- | ---- | ---- | ---- | ---- | ---- |
| 118  | 129  | 125  | 116  | 129  | 114  | 110  | 114  | 106  |

| 1975 | 1982 | 1990 | 1999 | 2005 | 2006 | 2010 | 2015 | 2020 |
| ---- | ---- | ---- | ---- | ---- | ---- | ---- | ---- | ---- |
| 73   | 75   | 74   | 80   | 75   | 74   | 77   | 74   | 73   |

| 2022 | - | - | - | - | - | - | - | - |
| ---- | - | - | - | - | - | - | - | - |
| 74   | - | - | - | - | - | - | - | - |

## Lieux et monuments
- Église Sainte-Marguerite de Champlin rénovée.

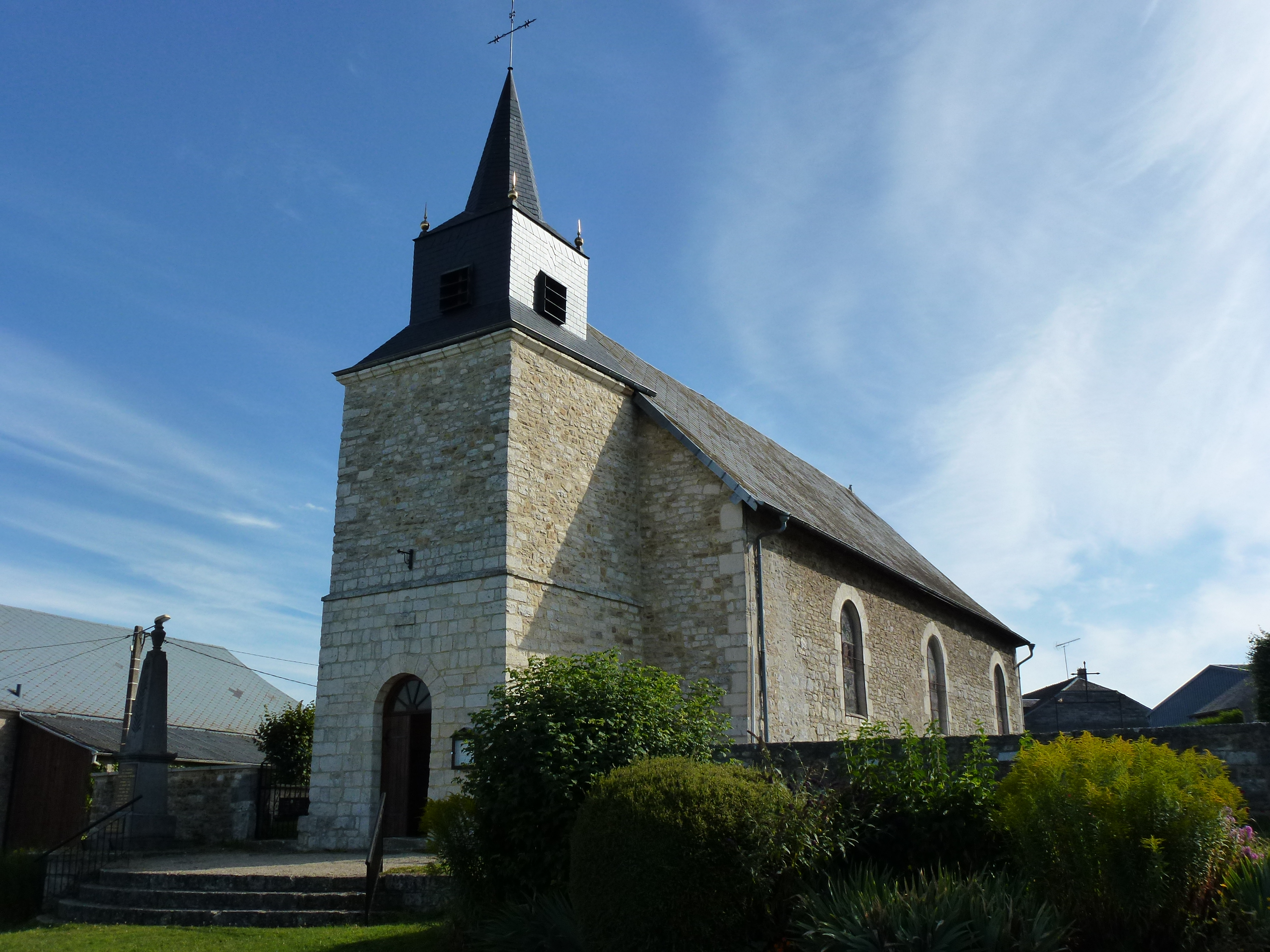
L'église de Champlin.
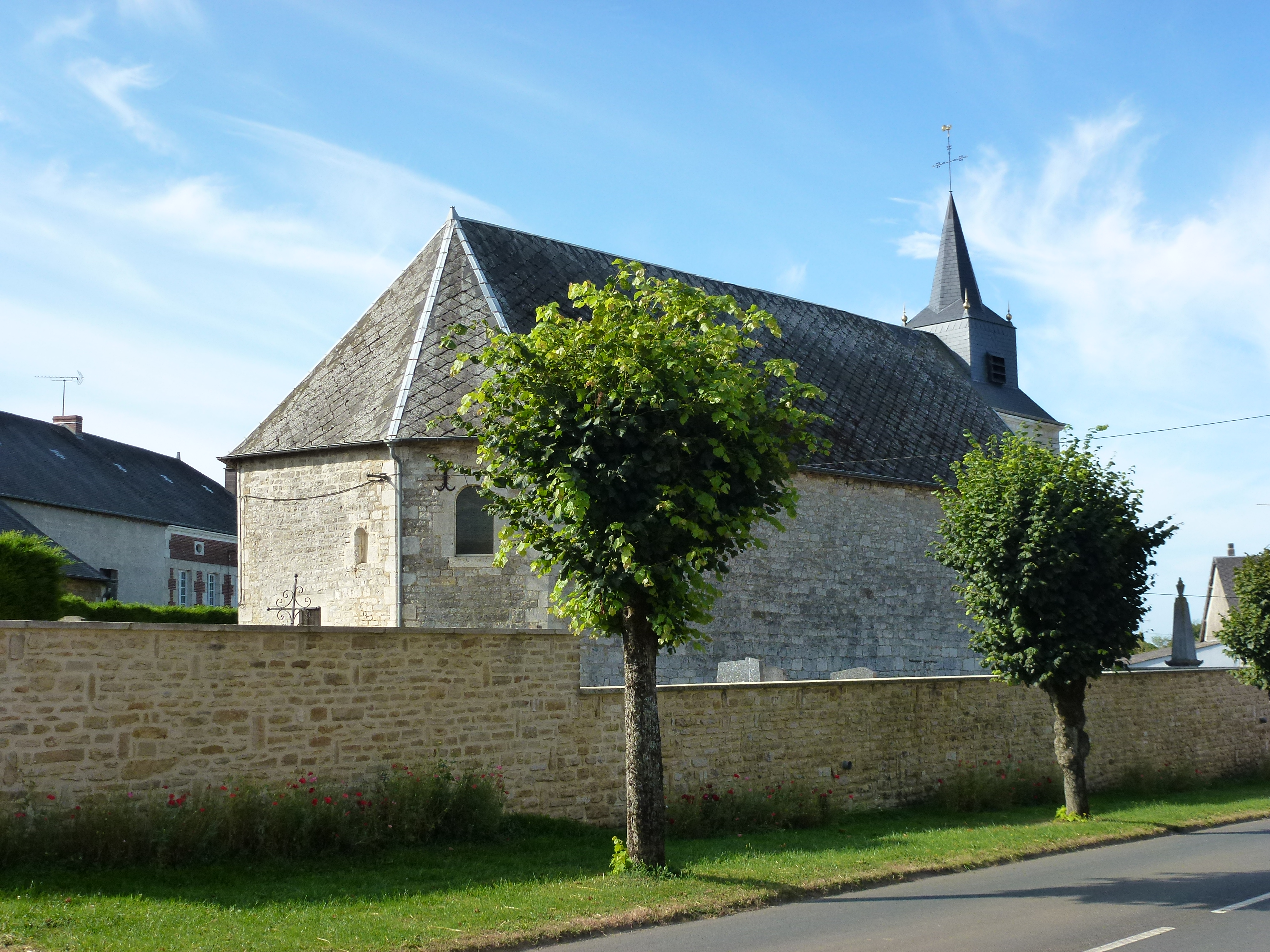
L'église, autre vue.
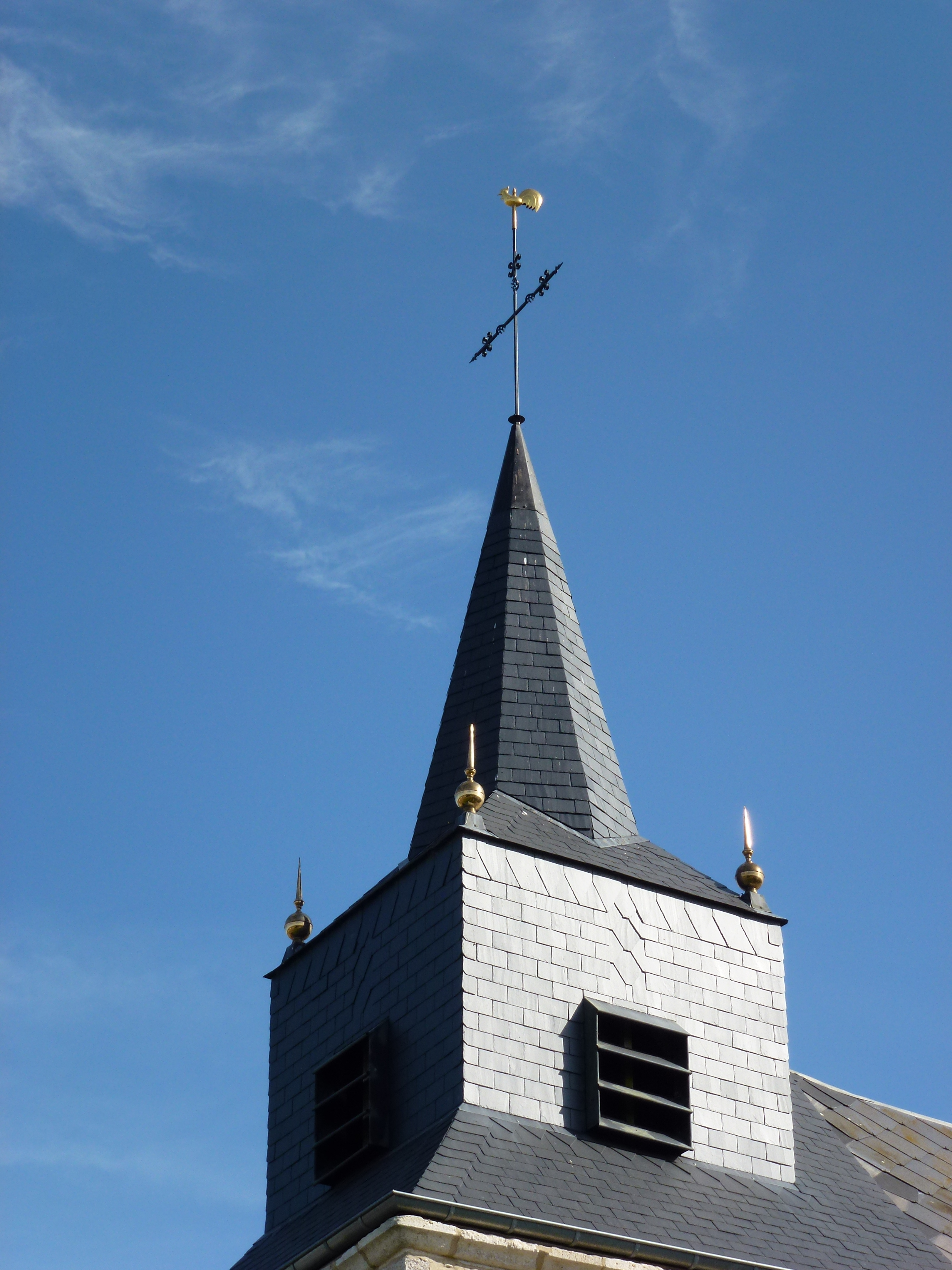
Son clocher.
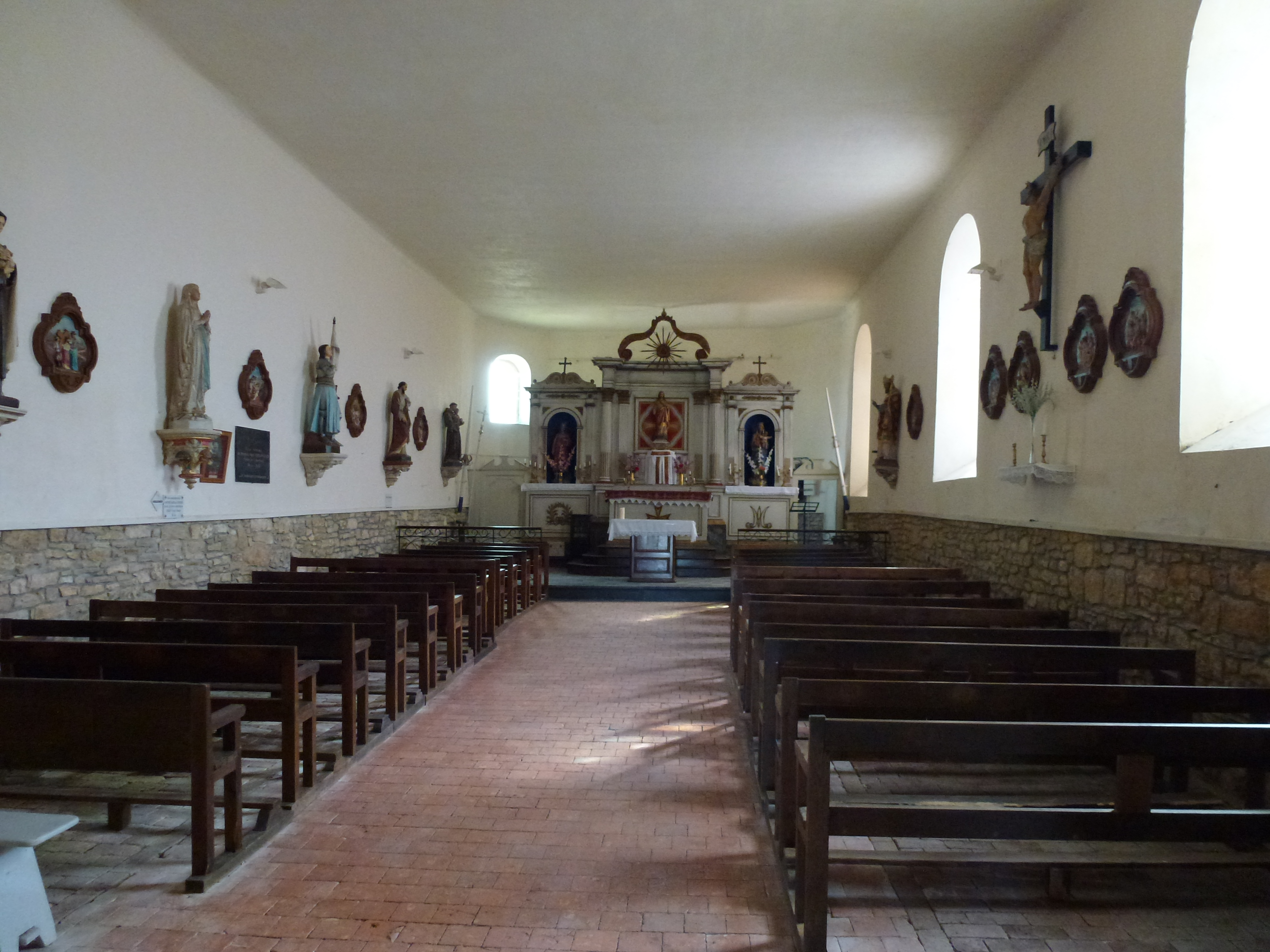
Intérieur de l'église.
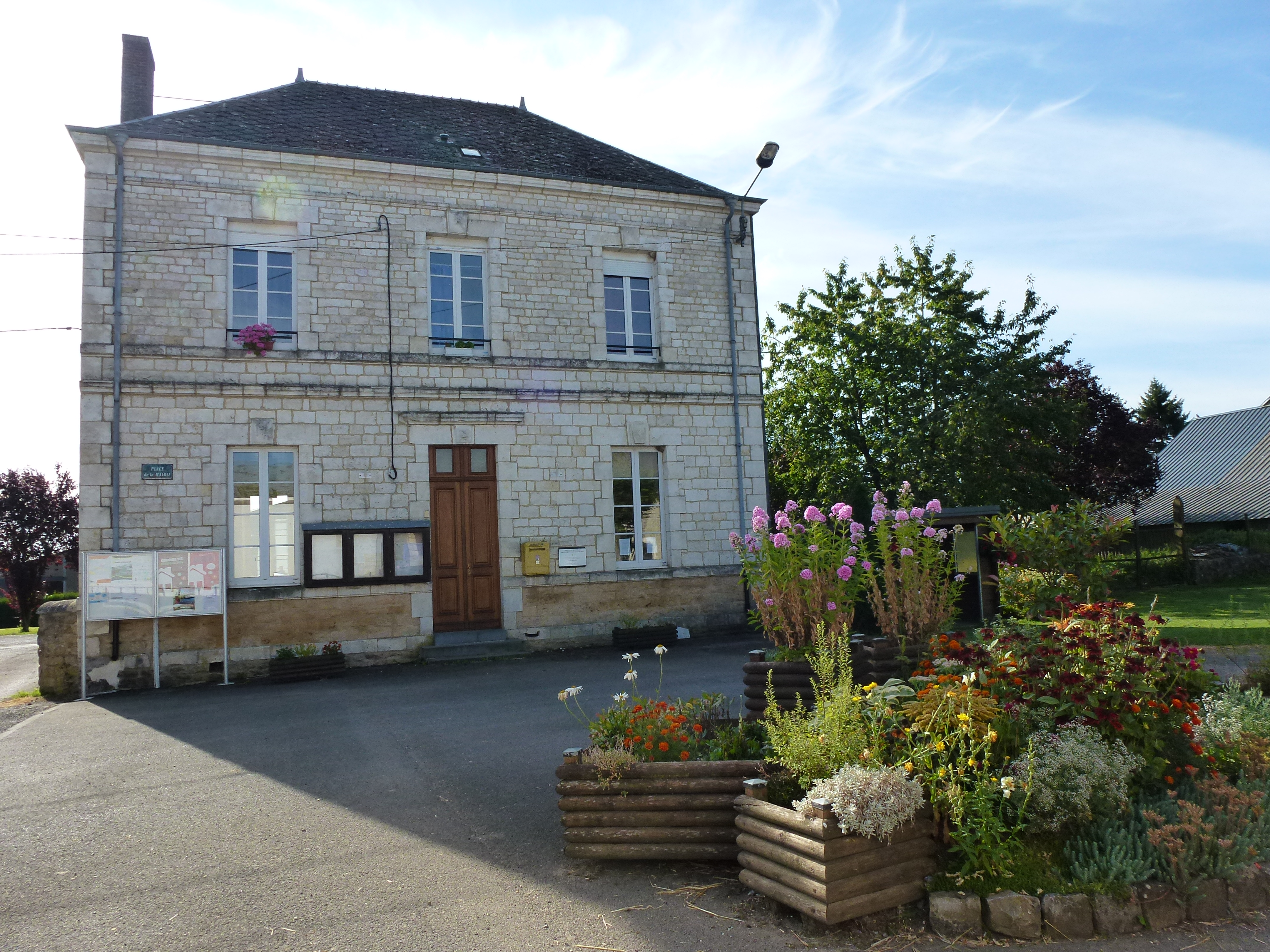
La mairie.

## Personnalités liées à la commune
- André Lacaille maire, conseiller général du canton de Rumigny, décédé en 1937

## Héraldique
| Armes de Champlin | Les armes de Champlin se blasonnent ainsi : D’or aux deux chevrons d’azur accompagnés de trois trèfles de sinople, au chef d’argent et d’azur de deux tires. |